# Ninja Gaiden
 (octobre 2019).
Si vous disposez d'ouvrages ou d'articles de référence ou si vous connaissez des sites web de qualité traitant du thème abordé ici, merci de compléter l'article en donnant les références utiles à sa vérifiabilité et en les liant à la section « Notes et références ».
Ninja Gaiden (忍者龍剣伝, Ninja Ryūkenden, parfois appelé Shadow Warriors en Europe) est une série de jeux vidéo d'action de la société japonaise Tecmo. Elle est apparue sur borne d'arcade en 1988 et s'est poursuivie sur plusieurs générations de consoles de jeux.
Le gameplay de la série tient du beat them all et aussi, suivant les épisodes, du jeu de plates-formes. Le joueur y incarne principalement le ninja Ryu Hayabusa.
Bien qu'étant nommé Gaiden, le premier opus n'est pas une suite d'un quelconque jeu déjà existant.

## Épisodes
- 1988 - Shadow Warriors (Arcade, Amiga, Atari ST, Commodore 64, DOS, Amstrad CPC, ZX Spectrum, Lynx)
- 1988 - Shadow Warriors (NES, PC Engine)
- 1990 - Shadow Warriors II: Ninja Gaiden II (NES, Amiga, DOS)
- 1991 - Ninja Gaiden III: The Ancient Ship of Doom (NES, Lynx)
- 1991 - Shadow Warriors (Game Boy)
- 1991 - Shadow Warriors (Game Gear)
- 1992 - Ninja Gaiden (Master System)
- 1995 - Ninja Gaiden Trilogy (compilation sur Super Nintendo)
- 2004 - Ninja Gaiden (Xbox)
- 2005 - Ninja Gaiden Black (réédition, Xbox)
- 2007 - Ninja Gaiden Sigma (PlayStation 3)
- 2008 - Ninja Gaiden: Dragon Sword (Nintendo DS)
- 2008 - Ninja Gaiden II (Xbox 360)
- 2009 - Ninja Gaiden Sigma 2 (PlayStation 3)
- 2012 - Ninja Gaiden 3 (PlayStation 3, Xbox 360)
- 2012 - Ninja Gaiden Sigma Plus (PlayStation Vita)
- 2013 - Ninja Gaiden 3: Razor's Edge (Wii U, PlayStation 3, Xbox 360)
- 2013 - Ninja Gaiden Sigma 2 Plus (PlayStation Vita)
- 2014 - Yaiba: Ninja Gaiden Z (PlayStation 3, Xbox 360, Windows)
- 2025 - Ninja Gaiden II Black (Windows, PlayStation 5, Xbox Series)
- 2025 - Ninja Gaiden 4 (Windows, PlayStation 5, Xbox Series)

## Compilation
Commercialisé sur Super Nintendo en 1995, Ninja Gaiden Trilogy, propose les trois épisodes NES dans des versions à la qualité graphique légèrement rehaussée.